# Заграничное бюро ЦК РСДРП

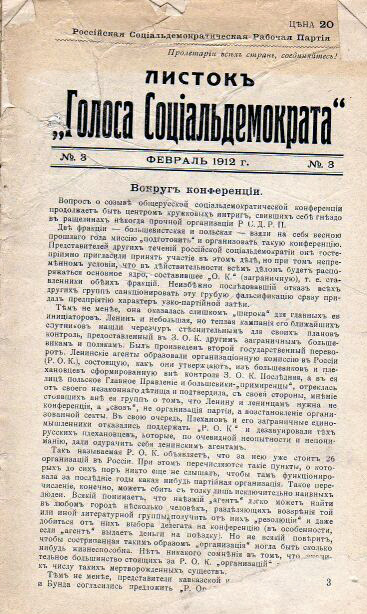
Газета «Голос социал-демократа», № 3 за февраль 1912.

Заграничное бюро ЦК РСДРП (ЗБЦК) — общепартийное представительство ЦК РСДРП за границей.

## История
Существенную помощь в создании бюро оказал А. Л. Парвус. Было учреждено пленумом ЦК РСДРП в августе 1908 в составе 3 человек: от большевиков — Г. Е. Зиновьев, от меньшевиков — Н. В. Рамишвили и от польских социал-демократов — Я. Тышка (Л. Йогихес). Позднее большевиков в ЗБЦК представляли В. К. Таратута и А. И. Любимов (Марк), меньшевиков — Б. И. Горев. Задачами бюро являлись поддержание постоянной связи с Русским бюро ЦК РСДРП и членами центрального комитета РСДРП, работавшими за границей, а также контролирование деятельности групп содействия, организация финансовых предприятий и получение денег на партийные нужды. После пленума в январе 1910 бюро было реорганизовано, с сужением функций. ЗБЦК стало составлено из 5 человек, из которых 3 являлись представителями ЦК национальных организаций. Первоначально в ЗБЦК входили: от большевиков — А. И. Любимов, от меньшевиков — Б. И. Горев, от польских социал-демократов — Я. Тышка, от бундовцев — Ф. М. Койген (Ионов) и от латышских социал-демократов — Я. А. Берзин (Павел). Спустя некоторое время в составе ЗБЦК произошли изменения: от большевиков вошёл Н. А. Семашко (Александров), от бундовцев — М. И. Либер (Гольдман), от польских социал-демократов — С. А. Гольденберг (Станислава) и от латышских социал-демократов — К. Я. Элиас (Шварц). Уже весной 1910 в ЗБЦК большинство состоявших участников по сути самоустранились от уставной деятельности, и пытались мешать работе центральных органов партии, в связи с чем большевики были вынуждены 27 мая 1911 отозвать своего представителя. В июне 1911 в Париже совещанием членов ЦК была принята резолюция «О Заграничном бюро Центрального комитета», в которой осуждена антипартийная фракционная политика ЗБЦК, а вопрос о дальнейшем существовании ЗБЦК был передан на рассмотрение ближайшего пленума ЦК. При этом оставшиеся члены ЗБЦК пытались помешать подготовке и созыву VI (Пражской) конференции РСДРП. 20 ноября 1911 из ЗБЦК был отозван представитель польских социал-демократов, а в начале декабря и представитель латышских социал-демократов. В январе 1912 ЗБЦК самоликвидировалось, заявив об этом в феврале 1912 в № 3 «Листка голоса социал-демократа».

## Состав
В состав Заграничного бюро ЦК РСДРП в разное время входили:
- Зиновьев, Григорий Евсеевич
- Рамишвили, Ной Виссарионович
- Йогихес, Лео
- Таратута, Виктор Константинович
- Любимов, Алексей Иванович
- Шанцер, Виргилий Леонович
- Горев, Борис Исаакович
- Берзиньш-Зиемелис, Ян Антонович
- Гольденберг, Софья Ароновна
- Ионов, Фёдор Маркович
- Ледер, Владислав Людвигович
- Либер, Михаил Исаакович
- Семашко, Николай Александрович
- Алуф, Исаак Самуилович
- Воровский, Вацлав Вацлавович
- Ганецкий, Яков Станиславович
- Радек, Карл Бернгардович
- Каспаров, Владислав Минасович